# Beaufortiana viridis
Beaufortiana viridis är en insektsart som beskrevs av Capener 1952. Beaufortiana viridis ingår i släktet Beaufortiana och familjen hornstritar. Inga underarter finns listade i Catalogue of Life.